# Fino all'ultimo battito
Fino all'ultimo battito è una serie televisiva italiana, composta da 12 episodi, diretta da Cinzia TH Torrini e prodotta da Eliseo Cinema e Rai Fiction.
La serie è stata trasmessa ogni giovedì su Rai 1 dal 23 settembre al 28 ottobre 2021 in sei prime serate.

## Trama
Il chirurgo Diego Mancini si trasferisce in Puglia dove si innamora di Elena, una donna che sta divorziando e che ha una figlia, Anna. Insieme hanno un bambino, Paolo, e, quando il divorzio è completo e stanno per sposarsi, al bambino viene diagnosticata una cardiopatia. L'unica speranza di salvezza è un trapianto, ma c'è già una ragazzina in lista, e si trova al bivio. La priorità di Diego è quella di salvare il figlio a tutti i costi, anche a costo di tradire il giuramento legato alla sua professione. Diventa così il medico di un boss latitante, mettendo in pericolo la famiglia e scivolando in un vortice di ricatti.

## Personaggi e interpreti

### Personaggi principali
- Diego Mancini, interpretato da Marco Bocci. Stimato medico chirurgo che vive insieme alla compagna, al loro figlio e alla figlia di lei avuta da un precedente matrimonio.
- Elena Ranieri, interpretata da Violante Placido. Donna che sta affrontando un divorzio e ha avuto un figlio da Diego e una figlia da un precedente matrimonio.
- Cosimo Patruno, interpretato da Fortunato Cerlino. Boss mafioso che sceglie Diego come medico; è rinchiuso in carcere e sottoposto al regime di 41-bis[4].
- Rosa Lorusso, interpretata da Bianca Guaccero. Nuora di Cosimo Patruno.
- Margherita Conti, interpretata da Loretta Goggi. Madre di Elena.
- Rocco Monaco, interpretato da Michele Venitucci. Ex marito di Elena e padre di Anna.
- Nicola Briguglio, interpretato da Francesco Foti. Avvocato di Cosimo Patruno.
- Cristina Basile, interpretata da Francesca Valtorta. Collega di Diego Mancini.
- Anna Monaco, interpretata da Gaja Masciale. Figlia di Elena e Rocco.
- Cosimo "Mino" Patruno, interpretato da Michele Spadavecchia. Figlio di Rosa e Antonio e quindi nipote di Cosimo.
- Paolo Mancini, interpretato da Giovanni Carone. Figlio di Elena e Diego affetto da cardiopatia.

### Personaggi secondari
- don Claudio Sciannamè, interpretato da Ignazio Oliva.
- Bashir Jalal, interpretato da Mohamed Zouaoui. Bracciante siriano che lavora per Vincenzo Patruno.
- Licia, interpretata da Teresa Fiorentino. Assistente di Rosa Patruno.
- Ispettore Nicola Santoro, interpretato da Giandomenico Cupaiuolo.
- PM Alessia Pansini, interpretata da Alessia Giuliani.
- Oxana, interpretata da Irena Goloubeva.
- Irena, interpretata da Mihaela Irina Dorlan.
- Martin Berg, interpretato da Ralph Palka. Collega chirurgo di Mancini.
- Vito Rizzi, interpretato da Vanni Bramati. Operatore sanitario assoldato da Patruno per incastrare Mancini e organizzare la fuga dall'ospedale.
- Michela Mecca, interpretata da Antonella Bavaro. Anestesista dell'ospedale.
- Vanessa Coppi, interpretata da Emanuela Minno. Bambina cardiopatica che necessita di un trapianto di cuore. È la migliore amica di Paolo
- Renato Coppi, interpretato da Ivano Picciallo. Padre di Vanessa.
- Matteo Russo, interpretato da Pierluigi Corallo. Direttore dell'ospedale.
- Vincenzo Patruno, interpretato da Mimmo Mancini. Cugino di Cosimo che riuscirà a far scappare dall'ospedale.
- Mimma Rinaldi, interpretata da Tiziana Schiavarelli. Receptionista del reparto.
- Domenico Mazzancolla, interpretato da Brando Rossi. Luogotenente di Patruno.
- Cannavota, interpretato da Angelo Pignatelli.
- Manlio De Costanzo, interpretato da Gianluca Mastrorocco.
- Nicola Ventola, interpretato da se stesso.

## Episodi
| Stagione       | Episodi | Prima visione     | Prima visione   |
| Stagione       | Episodi | Inizio            | Fine            |
| -------------- | ------- | ----------------- | --------------- |
| Prima stagione | 12      | 23 settembre 2021 | 28 ottobre 2021 |

## Riprese
Le riprese sono iniziate a settembre 2020, in Puglia, a gennaio 2021 invece sono iniziate le riprese presso l'Ospedale Vito Fazzi di Lecce, che nel frattempo era attivo nel ricovero di pazienti malati di COVID-19. Altri luoghi delle riprese sono stati: l'Università degli Studi di Bari Aldo Moro, l'Ospedale Miulli di Acquaviva delle Fonti, Il Circolo Unione del Teatro Petruzzelli di Bari, il Teatro Traetta di Bitonto, il Vecchio Ospedale di Poggiardo di Lecce, il Nuovo Palazzo della Regione Puglia a Bari in Via Gentile, la Banchina di San Domenico a Molfetta, lo Stadio Paolo Poli e il centro storico di Molfetta. Alcune scene, inoltre, sono ambientate nei dintorni di Bari, a Cosenza, a Polignano a Mare, a Conversano e a Bitonto.
Le riprese sono terminate agli inizi di marzo 2021. Nonostante i buoni risultati d'ascolto, lo sceneggiatore Andrea Valagussa ha annunciato che la serie non avrà una seconda stagione.

## Distribuzione
La serie, composta da 12 episodi, è stata trasmessa in sei prime serate su Rai 1 ogni giovedì, dal 23 settembre al 28 ottobre 2021.